# Neomitranthes pedicellata
Neomitranthes pedicellata är en myrtenväxtart som först beskrevs av Karl Ewald Maximilian Burret, och fick sitt nu gällande namn av Joáo Rodrigues de Mattos. Neomitranthes pedicellata ingår i släktet Neomitranthes och familjen myrtenväxter. Inga underarter finns listade i Catalogue of Life.